# Corfinio
Corfinio község (comune) Olaszország Abruzzo régiójában, L’Aquila megyében.

## Fekvése
A megye északkeleti részén fekszik. Határai: Popoli (PE), Pratola Peligna, Raiano, Roccacasale, Salle, Tocco da Casauria és Vittorito.

## Története
A település az ókori Corfinium heyén épült fel, amely a pelignusok egyik jelentős városa volt, s amelyet Iulius Caesar hódított meg. Ezt követően jelentős római municipium volt, a kora középkorban pedig püspöki székhely. 811-ben a szaracénok pusztították el, majd ezt követően a longobárdok. Az elpusztított települést a 11. században alapították újra Pentima néven, amit 1928-ig megtartott, amikor az ókori elődjére utaló nevet kapta. A következő századokban nemesi birtok volt. Önállóságát a 19. század elején nyerte el, amikor a Nápolyi Királyságban felszámolták a feudalizmust.

## Népessége
A népesség számának alakulása:

## Főbb látnivalói
- San Pelino-bazilika
- Sant’Alessandro-templom
- San Martino Vescovo-templom